# Масальский, Игнацы Якуб
Князь Игнацы Якуб Масальский (Игнатий Якуб Массальский, пол. Ignacy Jakub Massalski, 22 июля 1727, по другим сведениям 30 июля 1726 или 22 июля 1729, Олекшицы близ Гродно — 28 июня 1794, Варшава) — епископ виленский с 1762 года, известный также как меценат. Представитель рода Масальских.

## Биография
Сын каштеляна виленского и гетмана великого литовского Михаила Юзефа Масальского (ум. 1768) и Франциски Масальской, урождённой княжны Огинской (ум. 1750).
С детства готовился к духовному сану. Учился в иезуитском коллегиуме в Вильно. В пятнадцать лет стал каноником виленского капитула (1744). Учился c 1745 года в миссионерской семинарии в Варшаве; продолжил обучение в Риме, где получил степень доктора теологии и философии. По возвращении из Италии поддерживал политику Чарторыйских; стал референдарием литовским (1754) и прелатом виленским.

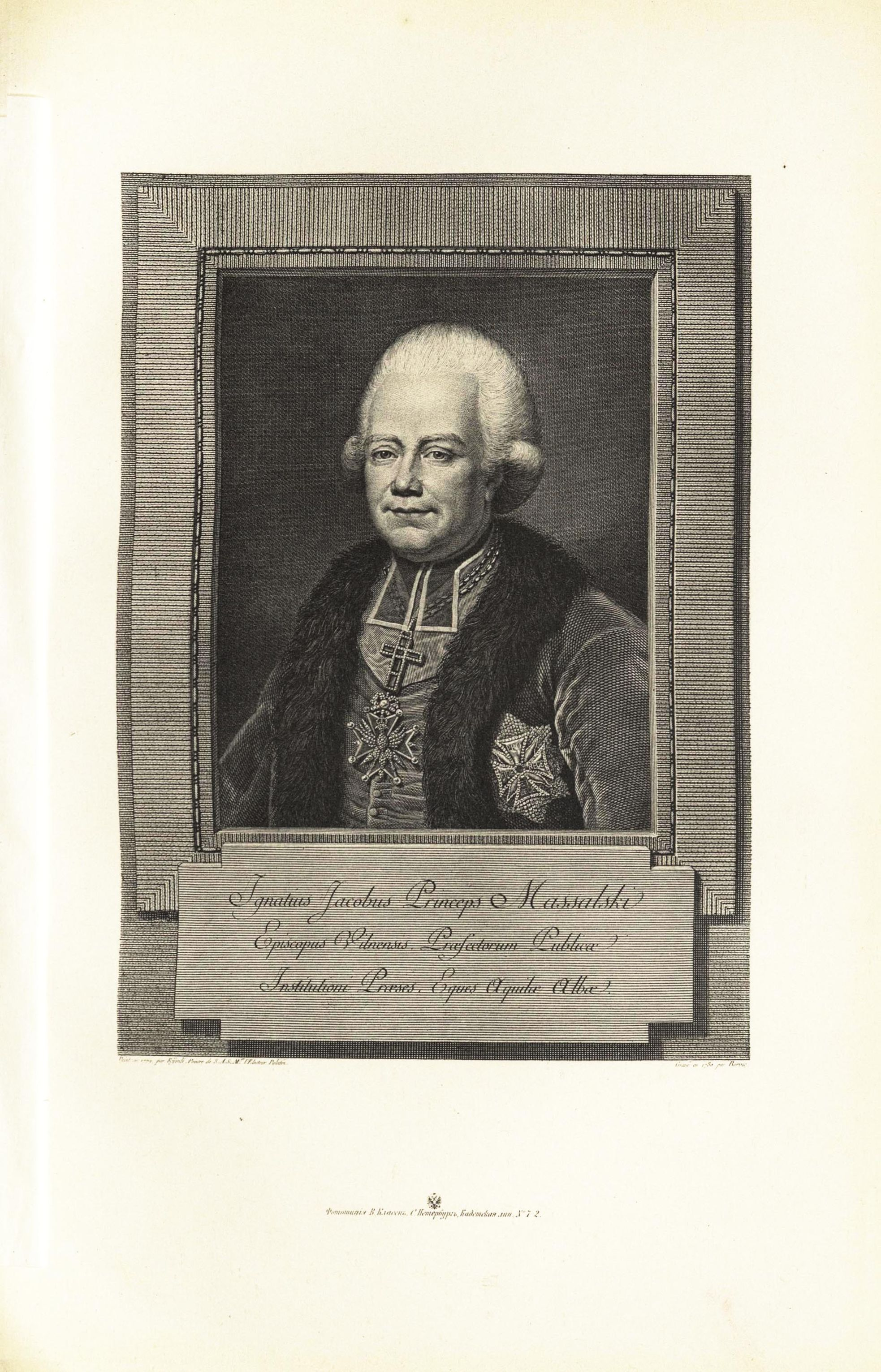
Гравюра XVIII в.

Стремился к либерализации религиозной жизни в Литве; по его инициативе была реорганизована Виленская католическая семинария и обновлена её программа (1763); в программу были введены история Литвы, польская литература, французский язык. Добивался того, чтобы сельское низшее духовенство в своей деятельности пользовалось языками, понятными для паствы. Пропагандировал идеи физиократов, поощрял просвещение крестьянства. В Виленской католической епархии создавал сеть начальных школ при костёлах, написал школьную программу.
Покровительствовал архитекторам Лауринасу Гуцявичюсу и Мартину Кнакфусу, художнику Франциску Смуглевичу. Его стараниями и на его средства реконструировался виленский Кафедральный собор Святого Станислава и Святого Владислава.
В 1772 году принимал участие в подготовке актов Первого раздела Речи Посполитой и на Сейме 1773 года занимал пророссийскую позицию, у российских властей выхлопотал себе княжеский титул. Часть шляхты считала такое его поведение предательским.
Стал членом Эдукационной комиссии Речи Посполитой (Комиссия народного просвещения, Komisja Edukacji Narodowej) и первым председателем в 1773—1776 годах. Одновременно в 1774 году был распорядителем фонда публичного просвещения. Обвинённый в злоупотреблениях, оставил должность председателя (1777), но членом комиссии продолжал оставаться до смерти.
В 1774 году выступил на Сейме за освобождение крестьян от крепостной зависимости и наделении их землей. В том же году перевёл часть крестьян своего имения возле Игумена (теперь Червень) с панщины на чинш.
Был противником Конституции 3 мая (1791). Примкнул к Тарговицкой конфедерации (1792). Участвовал в сейме в Гродно, подтвердившем второй раздел Речи Посполитой (1793). В 1794 году во время восстания Костюшко был арестован и без суда казнён (повешен) в Варшаве.
Прах был перевезён в Вильну в 1795 году и захоронен в Кафедральном соборе Святого Станислава и Святого Владислава.